# Usedlost čp. 85 (Krasov)
Usedlost čp. 85 se nachází na katastrálním území Krasov obce Krasov v okrese Bruntál. Je příkladem lidové architektury, je zapsána jako kulturní památka od roku 1983 a poté zapsaná i v Ústředním seznamu kulturních památek ČR. Kulturní památku tvoří obytný dům, kůlna a deštěná stodola (druhá byla zbořena). Památková ochrana obou stodol byla zrušena k 7. srpnu 2020.

## Popis
Venkovská usedlost je v obci Krasov mírně stranou hlavní komunikace. Byla postavena v 19. století. Jedná se o usedlost jesenického typu s hákovou dispozicí dvoru.

### Dům
Obytný dům je přízemní zděná omítaná stavba na obdélném půdorysu, na kterou navazoval chlév a stodoly. Usedlost má sedlovou střechu s polovalbou krytou eternitem, dříve břidlicí. Štítové průčelí je tříosé s deštěným štítem a podlomenicí. V interiéru jsou místnosti s dřevěným stropem. Do dvou pokojů a dvou komor se vstupuje z chodby a také je z ní vstup do chléva. Hospodářská část je širší než obytná část.

### Stodola
Dřevěné stodoly uzavíraly dvůr. První byla kolmo na obytný dům a druhá menší uzavírala dvůr, tak že vytvářely půdorys ve tvaru L. Stodola přistavená v pravém úhlu k obytné zadní části má sedlovou střechu a deštěné štíty i stěny. Druhá stodola byla roubená stavba na jejímž místě je přízemní přístavek. 